# 진도철마도서관
진도철마도서관은 전라남도 진도군 진도읍 성내리 소재의 군립 도서관이다.

## 연혁
- 2007년 8월 16일 재정투융자 심사완료
- 2008년 12월 11일 실시설계 완료
- 2009년 3월 30일 도서관 착공
- 2010년 4월 15일 진도철마도서관 명칭 확정
- 2010년 5월 11일 공사 준공
- 2010년 6월 29일 도서관 운영 조례제정
- 2010년 12월 27일 도서관 시험 운영

## 시설현황
- 지하1층: 기계실, 전기실
- 1층: 보존서고, 도서정리실, 어린이자료실, 놀이방(모유수유실)
- 2층: 종합자료실, 디지털자료실, 인터넷카페, 정기간행물 코너, 사무실
- 3층: 일반열람실 1·2, 시청각실, 행정자료실

## 이용 안내
이용 시간
- 어린이자료실: 평일 09:00 ~ 18:00 / 토·일요일 09:00 ~ 17:00
- 놀이방(모유수유실): 평일 09:00 ~ 18:00 / 토·일요일 09:00 ~ 17:00
- 종합자료실: 평일 09:00 ~ 18:00 / 토·일요일 09:00 ~ 17:00
- 디지털자료실: 평일 09:00 ~ 18:00 / 토·일요일 09:00 ~ 17:00
- 인터넷카페: 평일 09:00 ~ 18:00 / 토·일요일 09:00 ~ 17:00
- 일반열람실: 평일 09:00 ~ 22:00 / 토·일요일 09:00 ~ 22:00

휴관일
- 정기휴관일: 매주 금요일
- 일요일을 제외한 공휴일(단, 일요일과 공휴일이 겹치는 날은 휴관)
- 임시휴관일: 도서관의 자료 및 시설의 정리ㆍ수리 기타의 사유로 관장이 지정한 날